# William Arthur Parks
William Arthur Parks (Hamilton, 11 december 1868 - Toronto, 3 oktober 1936) was een Canadese paleontoloog en geoloog.

## Biografie
Parks studeerde vanaf 1988 natuurwetenschappen aan de University of Toronto met een bachelor in 1892. Hij was toen chemicus bij een mijnbouwbedrijf en vanaf 1893 geoloog aan de University of Toronto, waar hij in 1900 promoveerde. Vanaf 1922 leidde hij als hoogleraar de Faculteit voor Geologie.
Parks was de oprichter en eerste directeur van het Royal Ontario Museum in Toronto in 1914. Hij maakte veel expedities naar het westen van Canada en de Verenigde Staten, met name op zoek naar dinosauriërs uit het Laat-Krijt in Alberta. De dinosauruscollecties in het Royal Ontario Museum zijn grotendeels te danken aan hem en Levi Sternberg, de hoofdtaxidermist van het museum. Parks verzamelde zelf vanaf 1918 en bracht vanaf het begin exemplaren van Kritosaurus terug. Vanaf 1920 was ook Gustav Eric Lindblad (1897-1962) erbij betrokken, die samen met zijn zwager Sternberg de meeste expedities van het museum leidde. In 1920 vonden ze Parasaurolophus walkeri, die door Parks voor het eerst werd beschreven in 1923 en vernoemd naar de beschermheilige van het museum, Sir Edward Walker. Andere eerste beschrijvingen van dinosaurussen afkomstig van Parks waren Lambeosaurus 1923, Dyoplosaurus 1924, Arrhinoceratops 1925.
De dinosaurus Parksosaurus werd naar hem vernoemd.
Hij werkte ook aan paleozoïsche fossielen van ongewervelde dieren en schreef een monografie over bouwstenen in Canada.
In 1927 was hij voorzitter van de Paleontological Society. Hij was een Fellow van de Royal Society en de Royal Society of Canada.

## Overlijden
William Arthur Parks overleed in oktober 1936 op 67-jarige leeftijd.